# Perizoma arctaria
Perizoma arctaria är en fjärilsart som beskrevs av Herrich-Schäffer 1848. Perizoma arctaria ingår i släktet Perizoma och familjen mätare. Inga underarter finns listade i Catalogue of Life.